# Фукоку кьохей
„Фукоку кьохей“ (на японски: 富国強兵, „Богата държава – силна армия“) представлява национален лозунг в Япония по време на периода Мейджи, който замества „Сонно Джои“ („Почитай императора, изгони варварите“).

## Етимология
За първи път това понятие се среща в класическия китайски исторически текст „Стратегии на воюващите кралства“ (на китайски: 戰國策) от „Периода на воюващите държави“ (5 век пр.н.е.).
По време на този период, държавата Цин, чрез своята политика на Легизъм се съсредоточава върху увеличаване на държавното богатство и военната сила, което и позволява да завладее източните си съседи и да установи краткотрайната династия Цин в североизточен Китай. През периода Мейджи навлиза с превода си от китайски език.

## Значимост за развитието на Япония
Лозунгът олицетворява главната цел на японсите държавници през периода Мейджи, а именно формулиране на трайна политика за трансформация на японското общество, която да доведе до модернизацията на страната и изравняване на силите със западните държави. Въпреки че главната роля за осъществяване на индустриализацията, политическата и икономическа модернизация на Япония е на правителството, частните предприемачи също допринасят за този процес. С премахването на старите институции, които пречат на тези процеси, се отваря пътят за национално обновление и зараждането на японския национализъм.

## История
Освен ясно посочване на националните задачи, след осъществяването на Мисията на Ивакура, лозунгът разкрива и една от характерните особености на международните отношения през 19 век – грабителските апетити на силните държави спрямо по-слабите. Окубо Тошимичи и Ито Хиробуми възприемат позицията на германския канцлер Ото фон Бисмарк относно осъществяването на политика, съобразена с международните реалности и собствените възможности. Те се обединяват около идеята, че национализмът, стабилната икономика и силна армия са основните фактори за запазването на японската независимост. Вследствие на това се извършват широкомащабни държавни промени. Окубо Тошимичи смята, че държавата трябва да стои в основата на формулирането на националната политика. Той възприема меркантилизма и отхвърля идеите на Фукузава Юкичи за свободна търговия. Ито Хиробуми също се обявява против и се застъпва за въвеждането на протекционисти митнически тарифи с цел да се защитят японските производители. Според него това временно решение, след което трябва да се последва примера на Великобритания и да се въведе свободна търговия. Преди да се случи това, Япония трябва да се освободи от ограниченията на неравноправните договори, сключени със западните държави около 1850 г.
Новата промишлена политика се характеризира с пет основни елемента:
- активна държавна роля в развитието на икономиката
- замяна на вносната продукция чрез развиване на съответните отрасли на националната икономика, които да се конкурират с вносните стоки (най-вече памучни изделия и прежда за текстилната промишленост)
- усвояване на западни технологии за производството на стоки, изискващи специални методи на производство
- износ на занаятчийски продукти като чай и сурова коприна, но и увеличаване на износа на стоки с добавена стойност
- ограничаване на зависимостта от чуждестранни заеми

Това имитиране на Запада не подобрява отношенията между Япония и Европа, а вместо това се приема като знак за желанието на азиатската страна да се пребори с чуждото влияние като засили военните и икономическите си позиции, което от своя страна да я превърне в значим играч на международната сцена.